# Mordechaj Gur
Mordechaj Gur, pseud. Motta (hebr.: מרדכי גור, ang.: Mordechai Gur, ur. 6 maja 1930 w Jerozolimie, zm. 16 lipca 1995 w Tel Awiwie) – izraelski wojskowy i polityk, generał, w latach 1974–1978 szef Sztabu Generalnego Sił Obronnych Izraela (raw alluf), w latach 1984–1986 minister zdrowia, w latach 1988–1990 minister bez teki, w latach 1981–1995 poseł do Knesetu z list Koalicji Pracy i Partii Pracy.

## Życiorys
Urodził się 6 maja 1930 w Jerozolimie w Brytyjskim Mandacie Palestyny.
Jako nastolatek wstąpił do żydowskiej organizacji paramilitarnej Hagana. W czasie wojny o niepodległość Izraela walczył w Brygadzie Negew Palmachu. Następnie dwa lata był żołnierzem działającym w ramach programu w Nachal, łączącego służbę wojskową z pracą rolniczą, by następnie służyć w nowo powstałej Brygadzie Spadochronowej IDF. W 1955 został ranny w operacji antyterrorystycznej w Chan Junus w Strefie Gazy. Od 1957 był zastępcą dowódcy Brygady Spadochronowej i dowodził jej oddziałami podczas różnych operacji, m.in. podczas wojny sueskiej. W latach 1959–1960 studiował na elitarnej francuskiej École Militaire w Paryżu. Ukończył również studia bliskowschodnie na Uniwersytecie Hebrajskim w Jerozolimie.
W 1961 został dowódcą Brygady Golani, a od 1963 był szefem Zarządzania Operacyjnego Sztabu Generalnego Sił Obronnych Izraela. W 1965 został szefem izraelskiej akademii wojskowej, a rok później dowódcą 55. Brygady Spadochronowej (rezerwowej). Podczas wojny sześciodniowej osobiście dowodził oddziałami, które odzyskały jerozolimskie Stare Miasto i Ścianę Płaczu z rąk jordańskich. W Izraelu był zapamiętany jako autor nadanej radiowo informacji o uzyskaniu kontroli nad Wzgórzem Świątynnym. Następnie został dowódcą sił izraelskich w Strefie Gazy i na północnym Synaju.
W 1969 mianowany allufem (odpowiednik generała dywizji) oraz szefem Północnego Dowództwa, którą to funkcję pełnił do 1972. W latach 1972–1973 był attaché wojskowym w Waszyngtonie. Po wojnie Jom Kipur, w styczniu 1974 powrócił na stanowisko szefa Północnego Dowództwa.

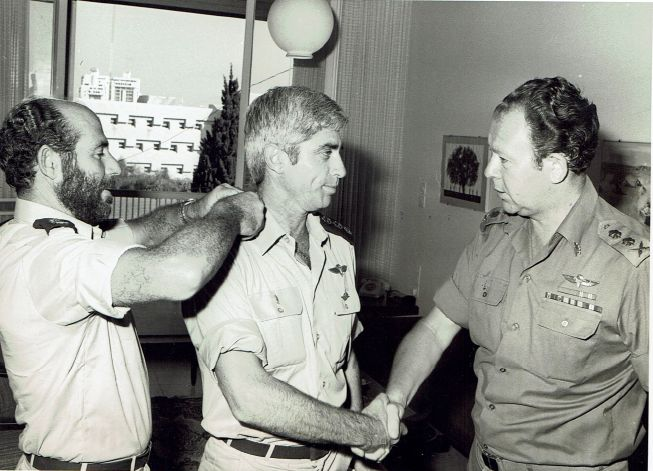
Od prawej: alluf Mordechaj Gur, pułkownik Henoch Ben-Ellijachu (późniejszy generał) oraz admirał Jumi Barkaj (1976)

Trzy miesiące później – po odejściu na emeryturę generała Dawida Elazara – został szefem Sztabu Generalnego Sił Obronnych Izraela. Najważniejszą funkcję w izraelskim wojsku pełnił przez cztery lata, do 1978, kiedy po przeszło trzydziestu latach odszedł z wojska. W tym czasie miała miejsce między innymi brawurowa operacja Entebbe, podczas której Gur osobiście kierował planowaniem akcji oraz zabezpieczeniem dróg ewakuacji zakładników przetrzymywanych przez terrorystów na lotnisku w Entebbe. Powszechnie krytykowany był z kolei jego błąd w ocenie zamiarów Anwara as-Sadata – Gur niesłusznie ostrzegał izraelskiego premiera Menachema Begina, że ogłoszona wizyta egipskiego prezydenta w Izraelu to pułapka, która doprowadzi do wojny. Tymczasem był to początek procesu pokojowego, który doprowadził do zawarcia porozumienia z Camp David, a następnie podpisania traktatu pokojowego w Waszyngtonie, a Sadatowi i Beginowi przyniósł nagrodę Pokojową Nagrodę Nobla za rok 1978.
W 1979 ukończył studia podyplomowe na Harvard Business School. W latach 1979–1984 był dyrektorem w Koor Industries – przedsiębiorstwie należącym do Histadrutu.

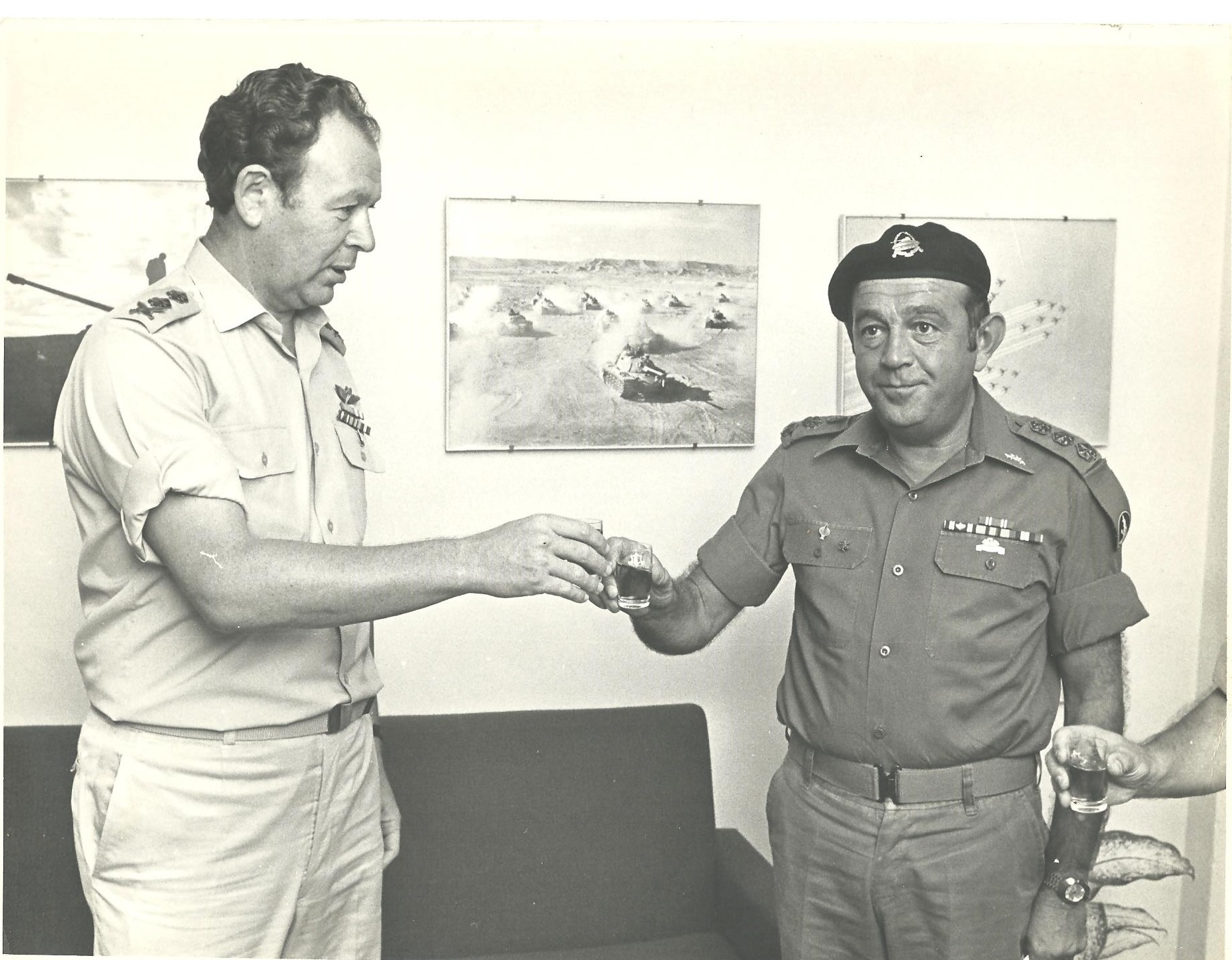
Gur oraz generał Ja’akow Bar

Jak wielu izraelskich byłych wojskowych zaangażował się w politykę. Związał się z opozycyjną wówczas lewicową Koalicją Pracy, z listy której w wyborach parlamentarnych w 1981 po raz pierwszy dostał się do izraelskiego parlamentu. Popierał osadnictwo żydowskie na Zachodnim Brzegu i w Strefie Gazy. W dziesiątym Knesecie zasiadał w komisji spraw zagranicznych i obrony. W kolejnych wyborach uzyskał reelekcję i wszedł w skład zaprzysiężonego 13 września 1984 rządu zgody narodowej premiera Szimona Peresa jako minister zdrowia. Pozostał na stanowisku do końca urzędowania tego rządu 20 października 1986. 
Nie zgodził się na wejście w skład, powołanego zgodnie z umową koalicyjną, nowego rządu Icchaka Szamira z Likudu. W latach 1986–1988 zasiadał w radzie nadzorczej przedsiębiorstwa Solel Bonech. Ostatecznie znalazł się w rządzie Szamira, jako minister bez teki, 18 kwietnia 1988. W wyborach w 1988 ponownie zdobył mandat poselski, pozostał również ministrem bez teki w kolejnym rządzie wielkiej koalicji kierowanym przez Szamira. Zaangażował się wówczas w negocjacje pokojowe z Palestyńczykami i Syryjczykami. 
15 marca 1990 doszło do złamania umowy koalicyjnej przez Likud, a Gur – wraz z pozostałymi lewicowymi ministrami – podał się do dymisji. W dwunastym Knesecie zasiadał w komisjach imigracji i absorpcji imigrantów; spraw zagranicznych i obrony oraz kontroli państwa. Kandydował na stanowisko przewodniczącego Partii Pracy, ostatecznie jednak – w związku z pogarszającym się zdrowiem – zrezygnował i wsparł Icchaka Rabina. W wyborach w 1992 po raz czwarty dostał się do parlamentu. 4 sierpnia dołączył do rządu Icchaka Rabina, jako wiceminister obrony, w ministerstwie kierowanym przez samego premiera. Chorował na nieuleczalnego raka, co ostatecznie doprowadziło go do samobójczej śmierci 16 lipca 1995 w Tel Awiwie. Mandat poselski objął po nim Awraham Kac-Oz. Został pochowany na cmentarzu Kirjat Sza’ul.
Płynnie posługiwał się językami angielskim, francuskim i arabskim. Był autorem kilku publikacji książkowych.
W filmie Atak na Entebbe w reżyserii Irvina Kershnera w rolę Gura wcielił się Jack Warden.